# Strange Weather
Strange Weather es el cuarto álbum de estudio del músico estadounidense Glenn Frey, publicado por la compañía discográfica MCA Records en junio de 1992. Aunque fue considerado por la crítica una mejora con respecto a sus anteriores trabajos, el álbum obtuvo un escaso éxito comercial al no entrar siquiera en la lista estadounidense Billboard 200. Sólo el sencillo «Part of Me, Part of You» alcanzó el puesto 55 en la lista estadounidense Billboard Hot 100 a raíz de su inclusión en la banda sonora de Thelma & Louise.

## Recepción
En su reseña para Allmusic, William Ruhlmann escribió: «Con su carrera en solitario desvaneciéndose, Frey se puso serio en su cuarto disco, pero gran parte del sentimiento del álbum suena extraño viniendo de él». Por otra parte, Mark Coleman, en el libro The Rolling Stone Album Guide, otorgó al disco tres de cinco estrellas y escribió: «Frey parece decidido a hacer una declaración. "Love in the 21st Century" es un tema roquero pegadizo pero desechable en la vena de su tema "The Heat Is On" para la banda sonora de Beverly Hils Cop, pero tanto "I've Got Mine" como "He Took Advantage" le encuentran dando tumbos en los mismos pasos de estrella-rica-del-rock-tan-propiamente-liberal-y-enfadada de Don Henley».

## Lista de canciones
Todas las canciones compuestas por Glenn Frey y Jack Tempchin excepto donde se anota.

| N.º | Título                                                 | Duración |  |
| 1.  | «Silent Spring» (Glenn Frey, Jay Oliver)               | 0:40     |  |
| 2.  | «Long Hot Summer» (Frey, Jack Tempchin, Hawk Wolinski) | 5:17     |  |
| 3.  | «Strange Weather» (Frey, Oliver, Tempchin)             | 5:03     |  |
| 4.  | «Agua Tranquillo» (Frey)                               | 0:50     |  |
| 5.  | «Love in the 21st Century» (Frey, Kortchmar, Tempchin) | 6:12     |  |
| 6.  | «He Took Advantage (Blues for Ronald Reagan)»          | 4:42     |  |
| 7.  | «River of Dreams»                                      | 6:07     |  |
| 8.  | «I've Got Mine»                                        | 5:35     |  |
| 9.  | «Rising Sun» (Frey, Oliver)                            | 0:38     |  |
| 10. | «Brave New World»                                      | 6:20     |  |
| 11. | «Delicious»                                            | 3:47     |  |
| 12. | «A Walk in the Dark» (Frey, Oliver)                    | 5:18     |  |
| 13. | «Before the Ship Goes Down»                            | 4:31     |  |
| 14. | «Big Life»                                             | 4:18     |  |
| 15. | «Part of Me, Part of You»                              | 5:57     |  |
| 16. | «Ain't it Love»                                        | 4:04     |  |

## Personal
- Glenn Frey – guitarra acústica, voz y coros.
- Kenny Aronoff – batería.
- Bill Bergman – saxofón tenor.
- John Berry, Jr. – trompeta.
- Rosemary Butler – coros.
- Valerie Carter – coros.
- Lenny Castro – percusión.
- Al Garth – saxofón.
- Mark Goldenberg – guitarra.
- Heart Attack Horns
- Robbie Kilgore – teclados.
- Bobby Martin – coros.
- Chris Mostert – saxofón.
- Jay Oliver – teclados.
- Jerry Scheff – bajo.
- Greg Smith – saxofón barítono.
- Benmont Tench – órgano.
- Scott Thurston – piano.
- Roy Wiegand – trompeta.